# Eremotherium
Eremotherium Spillmann, 1948 è un genere estinto di bradipi appartenenti alla famiglia dei Megateriidi (Megatheriidae), vissuto durante il Pleistocene, fra circa 2,5 milioni e (forse) 7000 anni fa, nell'area settentrionale del Sud America e in quella meridionale del Nord America. A differenza del suo stretto parente Megatherium, che prediligeva zone temperate o di maggiore altitudine, Eremotherium abitava soprattutto le basse terre a clima tropicale e subtropicale, vivendo in ambienti sia aperti sia boscosi. Entrambi i generi raggiungevano dimensioni paragonabili a quelle degli odierni elefanti, collocandosi quindi tra i più grandi mammiferi d'America. Dal punto di vista morfologico, Eremotherium si distingue per il corpo robusto, le zampe insolitamente lunghe e le estremità anteriori e posteriori dotate (specie negli esemplari più recenti) di tre dita ciascuna. Contrariamente all'imponente struttura del tronco, il cranio risultava piuttosto slanciato e la dentatura era formata da elementi omodonti a corona alta. Analogamente ai bradipi attuali, Eremotherium era un erbivoro che si nutriva di foglie ed erbe, adattando il proprio regime alimentare alle condizioni climatiche e ambientali del territorio. I suoi resti fossili sono frequenti in numerose località; spiccano in particolare quelle di Toca das Onças, in Brasile, e di Daytona Beach, in Florida. Le due specie più note del genere sono Eremotherium laurillardi ed Eremotherium eomigrans.

## Descrizione

### Dimensioni
Analogamente al genere affine Megatherium, Eremotherium poteva raggiungere una lunghezza complessiva di 5-6 m. Il suo peso veniva inizialmente stimato intorno alle 3 t, ma calcoli basati su un femore lungo circa 74 cm hanno suggerito un valore di 3,96 t. Va tuttavia considerato che esistono femori di Eremotherium sensibilmente più lunghi, e alcuni studi propongono un peso fino a 6,55 t. Un'analisi basata su diverse metodologie di stima fornisce risultati compresi tra 2,7 e 4,5 t. In generale, si presume oggi che Eremotherium avesse un peso simile a quello di Megatherium, compreso tra 3,8 e 6 t per gli esemplari più grandi. Non si esclude tuttavia che Eremotherium potesse addirittura superare il «cugino» in termini di massa, essendo più robusto e dotato di arti più lunghi. In ogni caso, assieme ai proboscidati giunti dall'Eurasia, figura tra i più grandi mammiferi terrestri del tempo nelle Americhe. Come molti suoi predecessori nella linea evolutiva dei bradipi terricoli, Eremotherium presentava arti più corti e possenti rispetto ai bradipi arboricoli odierni, oltre a una coda ben sviluppata.

### Caratteristiche del cranio e della dentatura
Il cranio di Eremotherium era di grandi dimensioni e robusto, ma strutturalmente più leggero rispetto a quello di Megatherium. Un esemplare completo misurava 65 cm in lunghezza, raggiungeva i 33 cm di larghezza a livello degli archi zigomatici e circa 19 cm di altezza nella zona dei denti posteriori. La linea frontale risultava nettamente dritta, priva delle curve marcate tipiche di Megatherium. In corrispondenza delle ossa nasali, Eremotherium mostrava una riduzione rispetto a Megatherium, che conferiva all'intero cranio una forma tronco-conica. Un'ulteriore differenza riguardava l'osso premascellare: in Eremotherium appariva complessivamente triangolare ed era fuso in modo piuttosto lasco con la mascella; in Megatherium, invece, il premascellare aveva una forma quadrangolare ed era saldamente unito all'osso mascellare. L'occipitale, in vista posteriore, descriveva un profilo semicircolare e, guardandolo di lato, tendeva ad arretrare obliquamente. Le superfici di articolazione con le vertebre cervicali si estrodevano notevolmente, apparendo più estese rispetto a quelle osservabili nei bradipi arboricoli o in molte altre specie terricole. Le ossa parietali si incurvavano molto verso l'esterno, in parte per accogliere una grande cavità cranica del volume di circa 1600 cm³. L'arco zigomatico, solido e interamente chiuso (a differenza di quello dei bradipi attuali), esibiva sia un processo rivolto verso il basso sia uno orientato all'indietro, entrambi molto robusti e collocati all'estremità anteriore dell'arco. Inoltre, ne partiva un terzo, inclinato obliquamente verso l'alto. Rispetto agli altri bradipi, il processo osseo diretto verso il basso risultava più ripido. L'orbita era piatta e di piccole dimensioni, situata leggermente più in basso rispetto a Megatherium o ai bradipi moderni.
La mandibola di Eremotherium misurava circa 55 cm di lunghezza e presentava due emimandibole unite da una robusta sinfisi, prolungata in avanti a mo' di spatola e arrotondata all'estremità. Come in tutti i Megateriidi, il margine inferiore del corpo mandibolare era notevolmente ricurvo verso il basso a causa della diversa lunghezza dei denti. In Eremotherium, ciò determinava una profondità di 14,5 cm sotto la sinfisi, 15 cm in corrispondenza del secondo dente e 12,5 cm sotto il quarto dente. L'incurvatura del bordo inferiore aumentava sensibilmente con l'età, ma il rapporto tra l'altezza del corpo mandibolare e la lunghezza della serie dentaria restava sostanzialmente costante. Questa condizione differisce nettamente da Megatherium, in cui non soltanto cresceva l'altezza della mandibola in senso assoluto, ma aumentava anche rispetto alla lunghezza della dentatura. Il corpo mandibolare risultava molto spesso, lasciando poco spazio per la lingua. Il processo coronoideo si elevava fino a 27 cm, e il condilo articolare era soltanto di poco più basso. All'estremità posteriore della mandibola, si trovava un robusto angolo ben marcato, il cui margine superiore risultava allineato alla superficie di masticazione. Sul bordo anteriore era presente un ampio forame mentoniero. La dentatura seguiva lo schema tipico dei bradipi, ma con denti interamente omodonti (al contrario di quelli odierni), una caratteristica ricorrente nei Megateriidi. Erano presenti 5 denti per ogni semiarcata superiore e 4 per ogni semiarcata inferiore, per un totale di 18 elementi. Di forma generalmente molariforme, con sezione quadrangolare a eccezione del primo dente, potevano raggiungere i 5 cm di lunghezza e 15 cm di altezza (ipsodonti). Privi di radici e di smalto, erano a crescita continua; sulla superficie occlusale presentavano due creste trasversali taglienti, utili a triturare il cibo. L'intera serie superiore toccava i 22 cm di lunghezza, mentre quella inferiore arrivava fino a 21 cm.

### Scheletro del corpo

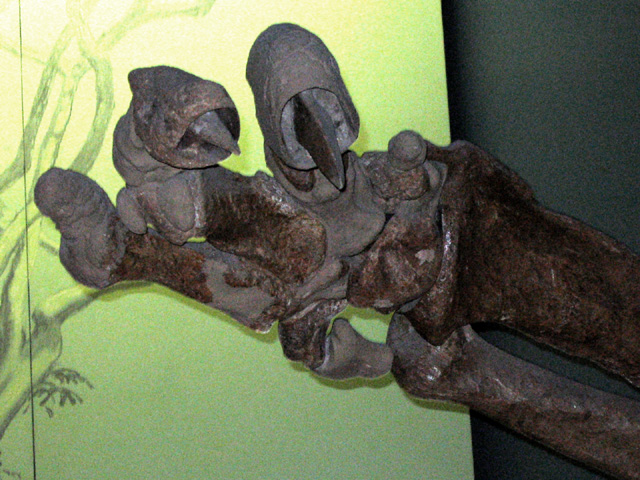
Mano di E. laurillardi con le caratteristiche tre dita

Lo scheletro postcranico di Eremotherium è noto in modo pressoché completo. La coda comprendeva 19-20 vertebre, un numero simile a quello di altri mammiferi che presentano un apparato caudale morfologicamente e funzionalmente ridotto (come alcuni Artiodattili e Perissodattili). Rispetto ai bradipi odierni era tuttavia più lunga, sebbene i corpi vertebrali, benché massicci, risultassero accorciati, dando al complesso un aspetto piuttosto compatto, con una lunghezza totale che in genere non superava quella dei segmenti distali degli arti. L'omero, lungo circa 79 cm, si presentava come un osso tubolare con un'estremità distale imponente; lungo il corpo erano presenti robusti rilievi per l'inserzione muscolare. Il radio misurava circa 67 cm, mentre l'ulna 57. Il femore, in linea con gli altri Megateriidi, era ampio e tozzo, ma si restringeva sul lato anteriore e posteriore. La sua lunghezza media raggiungeva i 74 cm, con un massimo segnalato di 89,5 cm per 45,1 cm di larghezza. Come in tutti i Megateriidi, mancava il «terzo trocantere» (tipico invece di altri xenartri). A differenza di Megatherium, in cui tibia e perone sono saldate alle due estremità, in Eremotherium la fusione avveniva solo all'estremità prossimale; la tibia raggiungeva circa 60 cm di lunghezza. Le zampe anteriori terminavano in mani con tre dita (III-V). Le dita interne (I e II) si erano fuse con alcune ossa carpali (tra cui il trapezio) in una struttura compatta detta Metacarpal Carpal Complex (MCC). Ciò differenzia nettamente Eremotherium dalle forme affini (compreso Megatherium), che conservavano quattro dita. Nel dettaglio, il terzo metacarpo era il più corto (19 cm), mentre il quarto (28 cm) e il quinto (27,5 cm) avevano lunghezze pressoché equivalenti. Le falangi terminali del terzo e quarto dito mostravano un profilo lungo e ricurvo, indice di artigli altrettanto lunghi, mentre il quinto dito disponeva di sole due falangi e quindi non presentava alcun artiglio. (E. eomigrans, una forma più antica, conservava invece la mano con cinque dita, dotate di artigli sulle prime quattro.) Come in tutti i Megateriidi, il piede era anch'esso tridattilo (dita III-V). Riprendeva l'organizzazione della mano, con un terzo metatarso molto corto, mentre il quarto arrivava a 24 cm e il quinto a 21. A differenza della mano, però, solo il dito centrale (III) possedeva tre falangi e terminava in un artiglio lungo, mentre le due dita laterali ne mostravano soltanto due. Questa configurazione podale è tipica dei Megateriidi più evoluti.

## Distribuzione e siti fossiliferi significativi
I reperti di Eremotherium sono ampiamente distribuiti, ma limitati alle pianure tropicali e subtropicali del Sud e del Nord America, e provengono da oltre 130 siti fossiliferi. In Sud America, le sue tracce si rinvengono dal nord del Perù, passando per Ecuador e Colombia, fino alla Guyana e alla regione amazzonica. Nel sud dello stato brasiliano di Rio Grande do Sul non sono ancora stati documentati ritrovamenti attribuibili a questo genere; in quest'area, così come più a sud, nella regione pampeana, e a quote più elevate dominava invece Megatherium. Nel Nord America, l'areale di Eremotherium si estendeva dalla Georgia al Texas, spingendosi sino alla Carolina del Sud, e lungo la costa orientale dalla Florida al New Jersey. I reperti più antichi finora rinvenuti appartengono alla specie E. eomigrans e provengono dallo stato della Florida, in particolare da Haile (località 7C), una dolina riempita d'acqua situata 6 km a nord-est di Newberry (contea di Alachua). Qui sono stati rinvenuti diversi scheletri parziali e ossa isolate, datati tra 2,1 e 1,8 milioni di anni fa (inizi del Pleistocene inferiore). Considerando anche altri fossili floridiani, ad esempio quelli rinvenuti lungo il Kissimmee River, sebbene di attribuzione specifica incerta, l'età massima potrebbe salire a circa 2,5 milioni di anni, in corrispondenza del passaggio tra Pliocene e Pleistocene. Un ritrovamento potenzialmente coevo proviene da El Breal de Orocual, in Venezuela, dove è stato identificato un osso del piede riferibile alla stessa epoca geologica.

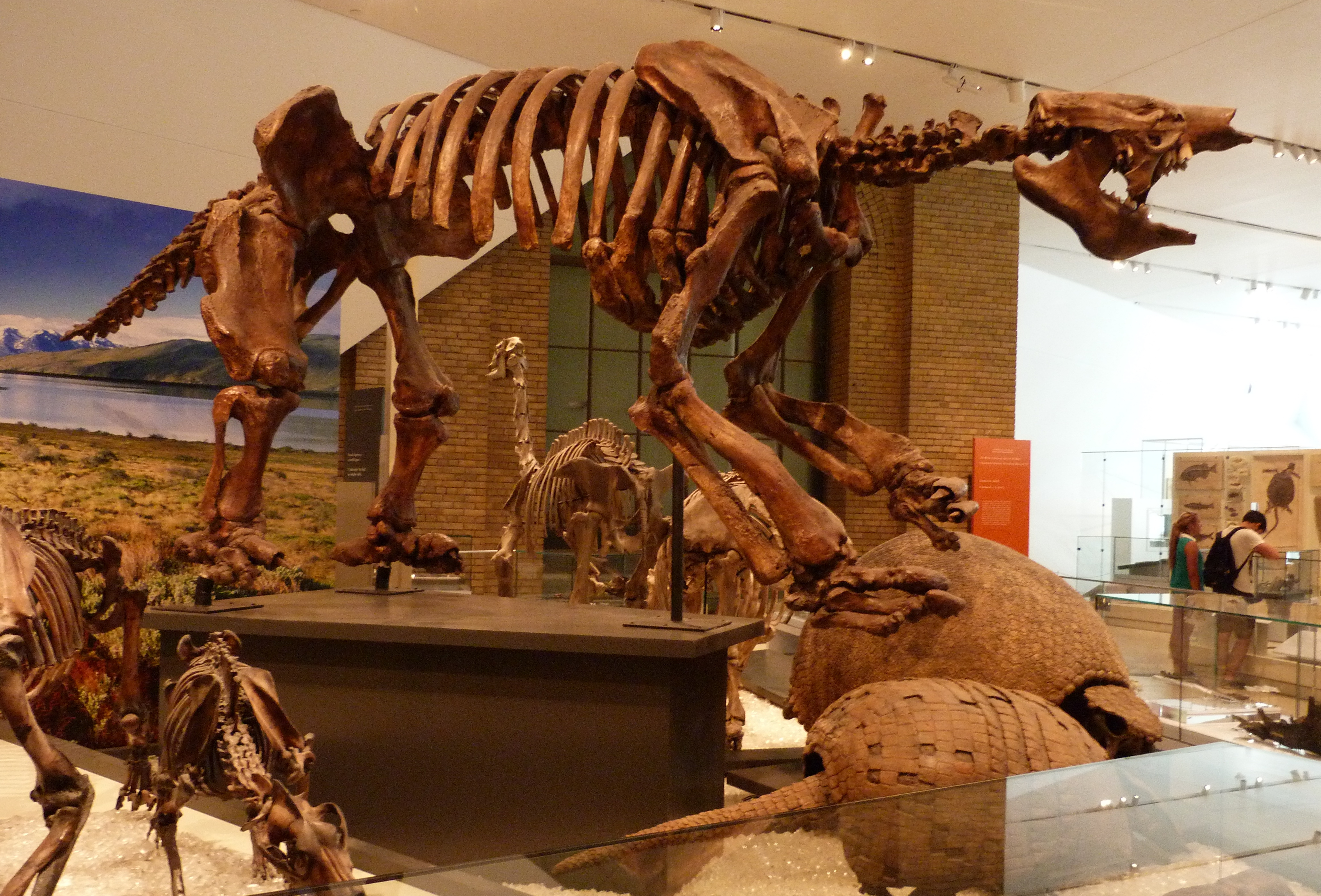
Ricostruzione scheletrica di E. laurillardi basata sui reperti di Daytona Beach

I resti fossili della forma di Eremotherium del Pleistocene medio-superiore, identificata come E. laurillardi, risultano molto più diffusi e numerosi. Una delle testimonianze più importanti proviene dalla grotta di Toca das Onças, nello stato brasiliano di Bahia, dove sono stati recuperati oltre 4000 reperti attribuibili ad almeno 36 individui di ogni età, fra cui 14 crani completi. Le datazioni collocano questi ritrovamenti tra 15.000 e 16.000 anni fa. Un'altra località estremamente ricca è una dolina situata a Jirau, nello stato del Ceará (nord-est del Brasile), dove sono stati rinvenuti più di 1140 resti fossili riferibili a E. laurillardi, appartenenti ad almeno 19 esemplari. Numerosi reperti, tra cui parti di cranio, mandibole ed elementi dello scheletro appendicolare, provengono anche da Uberaba, nello stato di Minas Gerais. La fascia costiera dell'Ecuador ha restituito svariati resti di grande interesse. Solo nella località di Machalilla, lungo il Río Caña a sud della città di Manta, si contano 137 fossili di E. laurillardi rappresentativi di tutte le regioni anatomiche. Dalla penisola di Santa Elena proviene invece un cranio di 65 cm che ha contribuito all'istituzione del genere. Nella stessa penisola, la pozza naturale di asfalto di Tanque Loma ha fornito almeno 1000 frammenti ossei, 660 dei quali analizzati in dettaglio: oltre l'86% è ascrivibile a Eremotherium, riconducibile a quasi due dozzine di individui. Gli strati di deposito risalgono a un periodo compreso tra 23.500 e 17.000 anni fa. Altri giacimenti rilevanti si trovano sulla costa settentrionale del Perù: a Miramar, ad esempio, sono stati scoperti più di 40 reperti, relativi all'intero corpo dell'animale, mentre La Huaca (più a sud) ha restituito una dozzina di fossili, datati a circa 304.000 anni fa. In quest'area, Eremotherium potrebbe avere convissuto con Megatherium. Nel bacino amazzonico peruviano, un rinvenimento degno di nota è rappresentato da un astragalo destro lungo 28,5 cm, scoperto a Tarapoto (regione di San Martín): è l'esemplare più grande di Eremotherium finora documentato (altri astragali di grandi dimensioni misurano 22,4-23,8 cm). Pur con qualche variazione strutturale rispetto ai normali astragali di Eremotherium, le differenze sembrano attribuibili all'eccezionale mole del soggetto; al momento, però, mancano reperti di confronto di pari grandezza. Tra i principali ritrovamenti nordamericani spiccano quelli di Daytona Beach, in Florida, dove sono stati rinvenuti 1400 frammenti ossei appartenenti ad almeno 11 individui. Degni di menzione sono anche i resti provenienti da El Bajión, nello stato messicano del Chiapas: oltre 70 reperti (arti, vertebre e frammenti di mandibole) relativi a quattro individui.

## Paleobiologia

### Locomozione
La deambulazione di Eremotherium, in prevalenza quadrupede, avveniva con piedi ruotati verso l'interno, poggiando il peso soprattutto sul quinto (e forse anche sul quarto) dito (andatura pedolaterale). Tale posizione implicava notevoli modifiche strutturali nell'astragalo. Anche le mani erano parzialmente ruotate, assumendo un aspetto paragonabile a quello dei Calicoteriidi muniti di artigli, un gruppo di grandi mammiferi Perissodattili ormai estinti. Questa postura, unitamente alla ridotta mobilità reciproca delle dita, suggerisce una locomozione piuttosto lenta e limitate capacità di scavo, come indicato anche dall'anatomia dell'avambraccio. Inoltre, la manipolazione di oggetti risultava ostacolata. Nonostante ciò, Eremotherium era in grado di sollevarsi sulle zampe posteriori, ricorrendo anche all'appoggio della coda massiccia – proprio come fanno attualmente armadilli e formichieri – per accedere al fogliame degli alberi più alti o per difendersi sferrando colpi con gli artigli anteriori. Le grandi vertebre nella porzione prossimale della coda indicano una potente muscolatura, soprattutto del muscolo coccigeo (ancorato all'ischio, con funzione di stabilizzazione). Al contrario, la muscolatura epaxiale, che avrebbe permesso di sollevare attivamente la coda, sembra meno sviluppata.

### Alimentazione
Eremotherium presentava denti a corona eccezionalmente alta (ipsodonti), sebbene non raggiungessero le dimensioni di quelli di Megatherium. L'assenza di smalto suggerisce che questa caratteristica non corrispondesse a un adattamento esclusivo al consumo di erbe (come invece si osserva in vari grandi erbivori dotati di smalto dentario). Piuttosto, la diversa ampiezza delle corone dentarie di Eremotherium e Megatherium potrebbe riflettere le differenze ambientali fra le zone tropicali di bassa quota (predilette dal primo) e quelle temperate o più elevate (tipiche del secondo). Da un punto di vista anatomico, il muso relativamente stretto e l'ampia superficie masticatoria totale depongono a favore di una dieta mista. La superficie di masticazione complessiva dei denti è in media 11.340 mm², un valore simile a quello di Megatherium ma superiore a quello dell'imponente Lestodon (un milodontide dalla bocca molto larga, probabilmente specializzato nel consumo di erbe). Inoltre, questa misura rientra nel range di alcune specie di elefanti odierni, che pure ricorrono a una dieta mista. Le analisi isotopiche condotte sulle ossa di Eremotherium supportano ulteriormente l'ipotesi di una strategia alimentare flessibile: in ambienti aperti prediligeva i prati (C4), mentre nei boschi più chiusi optava per foglie (C3). Il ritrovamento di coproliti contenenti piccoli frammenti legnosi indica inoltre che tali animali fossero in grado di masticare anche ramoscelli. Un esame ancora più dettagliato sullo smalto di un dente proveniente da Cara Blanca (nel Belize centrale) ha permesso di ricostruire le abitudini alimentari di un esemplare vissuto circa 27.000 anni fa. Dalle variazioni degli isotopi dell'ossigeno e del carbonio risultano evidenti due brevi periodi umidi, separati da una lunga stagione secca di circa nove mesi. Durante la stagione delle piogge, l'animale consumava per lo più piante C4 (come erbe e arbusti, ad esempio le Chenopodiaceae) ed esemplari CAM (ad esempio certe Bromeliacee epifite). Nella fase secca, con minore disponibilità di piante C4 e CAM, la dieta si spostava soprattutto su vegetali C3. È dunque plausibile che Eremotherium fosse notevolmente adattabile alle diverse condizioni locali e climatiche, modulando di conseguenza il proprio regime alimentare.
Come in numerosi erbivori, l'articolazione fra mandibola e cranio di Eremotherium si trovava al di sopra del piano masticatorio dei denti, a causa dell'elevata estensione del processo articolare (condilo) della mandibola. Le ricostruzioni dell'apparato masticatorio suggeriscono che la masticazione fosse in prevalenza di tipo laterale, a differenza di Megatherium, di mole simile ma associato a una masticazione prevalentemente verticale. Le oscillazioni laterali della mandibola sarebbero connesse, tra l'altro, all'inserzione piuttosto bassa del muscolo massetere sull'estremità inferiore del ramo discendente dell'arco zigomatico, il che limita ampi movimenti verticali. Inoltre, la conformazione dell'articolazione temporo-mandibolare (con un condilo mandibolare ampio e arcuato e una cavità glenoidea a forma più rettangolare e incavata) favorisce un masticamento di tipo trasversale. Anche la morfologia dentale, con profonde scanalature trasversali tra creste elevate, sostiene l'ipotesi di un'azione prevalentemente laterale, confermata dall'orientamento delle tracce d'usura riscontrate sulle superfici occlusali. Non è invece chiaro se Eremotherium adoperasse, come spesso ipotizzato, una lingua eccezionalmente lunga e flessibile. Nel caso di Megatherium e di altri grossi bradipi terricoli estinti, indagini sull'osso ioide hanno mostrato che la particolare conformazione di quest'ultimo non era adatta a supportare una simile struttura. Tuttavia, per Eremotherium alcuni dettagli anatomici – fra cui la sinfisi mandibolare ampia e in parte concava superiormente, nonché l'apertura boccale ridotta anche a denti serrati – fanno supporre l'esistenza di una lingua allungata e sottile.

### Struttura della popolazione
Alcuni studiosi ipotizzano che Eremotherium potesse spostarsi in gruppi di modeste dimensioni, a mo' di «greggi», sulla base di ritrovamenti che hanno restituito resti di più individui in un'unica località: ad esempio, El Bajión (Chiapas, Messico), con quattro esemplari, o Tanque Loma (penisola di Santa Elena, Ecuador), dove ne sono stati rinvenuti ben 22. A Tanque Loma, in particolare, sono emersi almeno 15 adulti e 6 giovani concentrati in un unico e ricco orizzonte fossilifero, interpretati come un gruppo che potrebbe essersi radunato presso uno specchio d'acqua e morto improvvisamente a seguito di un evento non precisato. In altri casi, però, come le 19 carcasse scoperte nella dolina di Jirau (Brasile), si parla di un accumulo formatosi in un periodo più lungo. Analoghe concentrazioni di resti sono state osservate per Lestodon, un altro bradipo terricolo gigante diffuso nel centro del Sud America, e sono state talvolta spiegate come episodi di aggregazione temporanea. È bene notare che i bradipi odierni conducono perlopiù un'esistenza solitaria, con un'elevata fedeltà al proprio territorio.

### Tessuti molli, dimorfismo sessuale e patologie
La possibilità che Eremotherium fosse provvisto di un folto manto – come spesso rappresentato in ricostruzioni, viste anche la pelliccia dei bradipi attuali e i resti di pelo conservati in alcuni bradipi estinti – è oggetto di dibattito, poiché la sua vita nelle foreste e nelle aree parzialmente aperte delle pianure tropicali e subtropicali risulta in conflitto con l'imponente mole dell'animale. Date le esigenze di termoregolazione, infatti, si ipotizza che Eremotherium avesse una cute quasi glabra, sul modello di grandi erbivori moderni quali elefanti, ippopotami o rinoceronti. Uno studio del 2025, tuttavia, suggerisce che Eremotherium possedesse una temperatura corporea sorprendentemente bassa (circa 29 °C), calcolata mediante analisi isotopiche condotte sui denti. In virtù di un metabolismo ridotto, risulterebbe quindi difficile mantenere un adeguato bilancio termico persino in ambienti tropicali senza l'apporto di una pelliccia densa di circa 10 mm di spessore. Inoltre, nelle aree settentrionali del suo areale, soggette a più marcate oscillazioni climatiche stagionali, non si esclude che gli esemplari potessero andare incontro a una muta stagionale. Per supportare le funzioni vitali sarebbero occorsi quotidianamente 160-340 kg di cibo fresco; una quantità che, nelle regioni nordiche – mediamente più fresche –, si collocava ai limiti più alti di questo intervallo.
All'interno delle popolazioni di Eremotherium, sia in Sud America che in Nord America, sono state rilevate notevoli differenze di dimensioni tra singoli esemplari adulti. Misure condotte su varie ossa, come astragalo e femore, mostrano scarti fino al 35% su alcune dimensioni di riferimento. Un'ipotesi ampiamente accettata interpreta tale variabilità come indice di un pronunciato dimorfismo sessuale, con individui di taglia maggiore e più robusti (probabilmente maschi) e individui di taglia inferiore (probabilmente femmine). Le discrepanze di statura sono state documentate soprattutto nelle specie più note, E. laurillardi ed E. eomigrans.
Le evidenze patologiche, principalmente sotto forma di artrite – riconducibile per lo più all'imponente massa corporea di Eremotherium – risultano piuttosto frequenti, in particolare a carico delle vertebre caudali. Sono invece più rare, e dunque insolite, alterazioni scheletriche dello stesso tipo localizzate nel tratto cervicale, come in un epistrofeo proveniente dallo stato brasiliano di Pernambuco, dove i danni non sembrerebbero correlati all'eccessivo peso dell'animale. In alcuni altri esemplari sono state inoltre rilevate patologie e condizioni degenerative legate a età avanzata o malattie specifiche, fra cui pseudogotta, noduli di Schmorl e spondilosi.

## Estinzione e rapporti con l'uomo
La scomparsa di Eremotherium si colloca nell'ambito dell'estinzione di massa del Quaternario, in linea con quanto accadde a molti grandi mammiferi nel Nuovo Mondo. Tra i reperti più recenti attribuiti a questo grande bradipo ci sono quelli di Itaituba, lungo il Rio Tapajós (affluente del Rio delle Amazzoni), datati tra 13.140 e 13.760 anni fa, che comprendono vari crani e frammenti di mandibola. Risalgono invece a circa 11.324-11.807 anni fa i resti rinvenuti a Barcelona, nello stato brasiliano di Rio Grande do Norte. Non è chiaro se la caccia da parte degli antichi abitanti americani abbia avuto un ruolo cruciale nella sua estinzione; del resto, i ritrovamenti che associano fossili di Eremotherium a manufatti umani del Paleolitico superiore sono piuttosto rari. Un possibile indizio è un dente, forse lavorato, rinvenuto in una dolina nel territorio della Fazenda São José, nello stato di Sergipe, anche se l'interpretazione rimane aperta a dubbi: non è certo se le popolazioni preistoriche abbiano soltanto raccolto il reperto o effettivamente abbattuto l'animale, e persino l'origine antropica di tali segni è dibattuta. Dati radiocarbonici pubblicati nel 2025, provenienti da Itapipoca (nello stato brasiliano di Ceará) e dal Rio Miranda (nel Mato Grosso do Sul), suggeriscono tuttavia che Eremotherium sarebbe sopravvissuto almeno fino a un periodo compreso tra 7714 e 6120 anni fa. Questo costituirebbe, di fatto, la prova più recente di un bradipo terricolo in Sud America. È possibile, quindi, che alcuni esemplari abbiano perseverato in habitat-rifugio particolarmente favorevoli, ben oltre la fine del Pleistocene.

## Tassonomia
Eremotherium è un genere estinto della famiglia dei Megateriidi (Megatheriidae), un gruppo di bradipi (ordine Folivora) di taglia grande o molto grande. I Megateriidi, insieme ai Megalonichidi (Megalonychidae) e ai Notroteriidi (Nothrotheriidae), formano la superfamiglia dei Megaterioidei (Megatherioidea). Secondo la classificazione tradizionale, basata su criteri di anatomia scheletrica, i Megaterioidei costituiscono una delle due grandi linee evolutive dei bradipi, mentre l'altra è rappresentata dai Milodontoidei (Mylodontoidea). Analisi molecolari e proteiche hanno tuttavia identificato una terza linea, i Megalocnoidei (Megalocnoidea). Nei Megaterioidei rientrano anche i bradipi tridattili del genere Bradypus, attualmente uno dei due soli generi di bradipi arboricoli ancora viventi. Tra i più stretti parenti di Eremotherium all'interno dei Megateriidi figura l'altrettanto imponente Megatherium, diffuso in habitat più aperti; i due generi sono considerati taxa fratelli. A questi si aggiungono Pyramiodontherium e Megatheriops, tutti riuniti nella sottofamiglia dei Megaterini (Megatheriinae), che comprende i bradipi terricoli giganti più specializzati. Il progenitore diretto di Eremotherium non è ancora stato identificato con certezza. Una forma candidata è Proeremotherium, proveniente dalla formazione di Codore in Venezuela (Pliocene), che presenta numerosi caratteri ritenuti tipici dell'antenato di Eremotherium. Riguardo alla comparsa di Eremotherium, si ipotizza che possa essersi originato nel Pliocene superiore in Sud America, dove però i reperti di quel periodo sono rari. Successivamente, grazie alla formazione dell'istmo di Panama (il «ponte di terra» tra Nord e Sud America) nel contesto del grande scambio faunistico americano, il genere avrebbe colonizzato le regioni meridionali del Nord America, da dove provengono le testimonianze fossili più antiche. D'altro canto, la scoperta di Proeremotherium solleva la possibilità che questa o altre forme imparentate siano arrivate inizialmente in Nord America; qui si sarebbe evoluto Eremotherium, per poi ritornare in Sud America, in modo analogo a quanto si ipotizza per Glyptotherium tra i Gliptodonti.
Attualmente sono riconosciute tre specie di Eremotherium:
- E. eomigrans De Iuliis & Cartelle, 1999
- E. laurillardi (Lund, 1842)
- E. sefvei De Iuliis & André, 1997

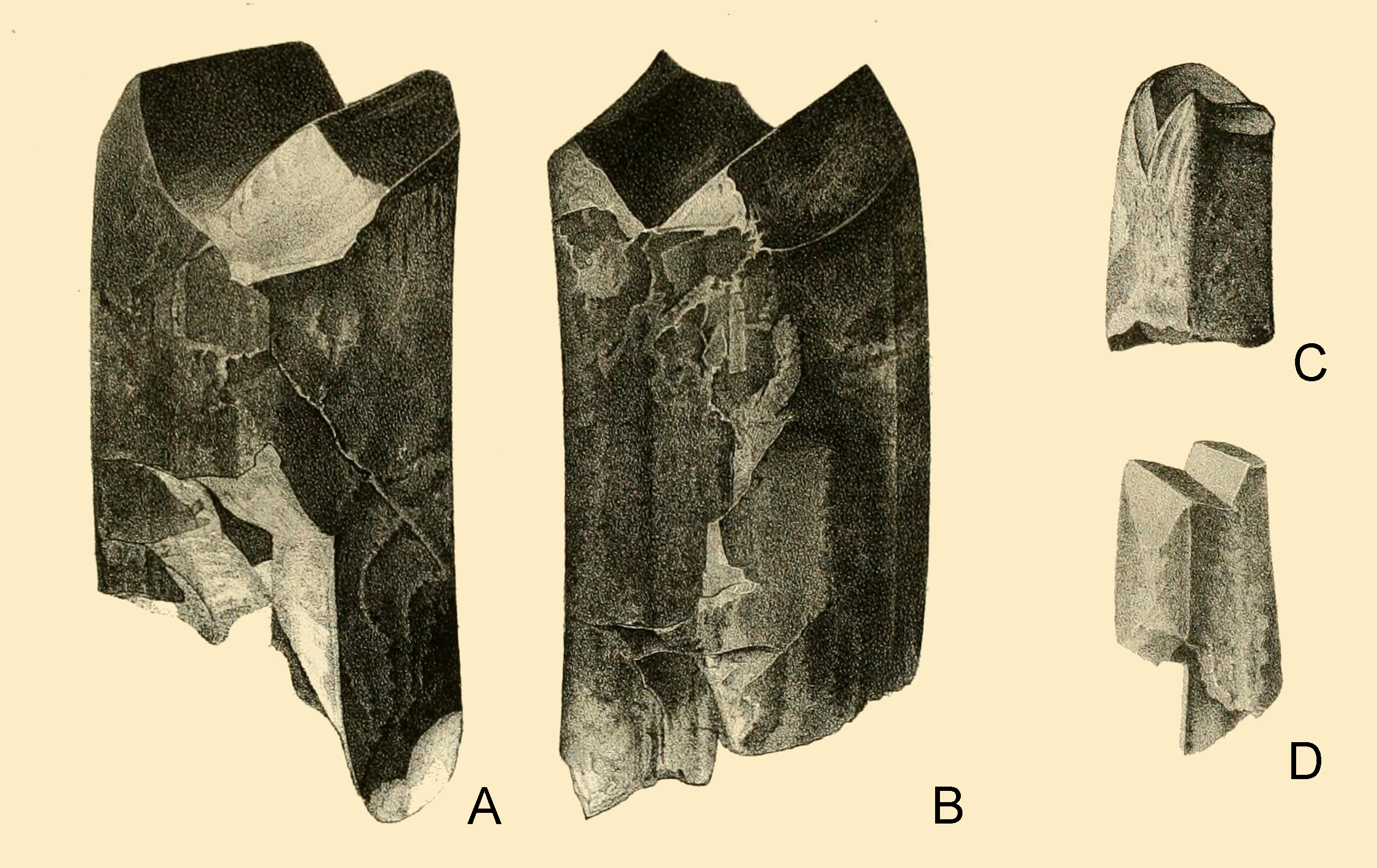
I primi reperti conosciuti di Eremotherium risalgono alla pubblicazione di Peter Wilhelm Lund (1842). A e B: denti di un esemplare adulto; C e D: denti di un giovane, olotipo di E. laurillardi

Molte altre specie descritte, come E. carolinense, E. mirabile o E. cucutense, un tempo ritenute specie valide, sono risultate per lo più sinonimi della specie tipo E. laurillardi. Quest'ultima fu istituita nel 1842 da Peter Wilhelm Lund, che descrisse due denti (numeri di esemplare ZMUC 1130 e 1131) provenienti dalla grotta di Lapa Vermella, nella valle del Rio das Velhas (stato di Minas Gerais, Brasile), e li assegnò a Megatherium laurillardi, ritenendoli un quarto più piccoli di quelli di Megatherium americanum (all'epoca considerato il più grande tra i Megatherium). In seguito, tali denti si sono rivelati appartenere a individui giovani di E. laurillardi, mentre gli esemplari adulti della specie raggiungevano o persino superavano le dimensioni di M. americanum. Già due anni prima, Lund aveva pubblicato la descrizione di altri denti dalla medesima località, dapprima riferiti a Megatherium americanum per le loro dimensioni, ma da lui stesso raffigurati assieme ai denti più piccoli nel lavoro del 1842; oggi sappiamo che anch'essi appartengono a Eremotherium. Sempre nel 1842, Richard Harlan propose la denominazione sinonima Chelonia couperi, ritenendo erroneamente che un presunto femore (in realtà un fulcro di clavicola di Eremotherium) appartenesse ad una tartaruga del genere Chelonia. L'equivoco venne chiarito solamente nel 1977. Poiché non è chiaro quale dei due lavori (Lund o Harlan) sia stato pubblicato per primo – e secondo le regole dell'ICZN prevarrebbe il nome presentato per primo, anche se attribuito a un genere diverso –, la designazione E. couperi potrebbe avere priorità, ma è quasi sconosciuta alla comunità scientifica. Per questo motivo, la maggior parte degli studiosi continua a utilizzare il nome E. laurillardi.
Esiste tuttavia un dibattito scientifico secondo cui i denti esaminati da Lund apparterrebbero a individui adulti ma di dimensioni più ridotte rispetto ai più grandi esemplari di Eremotherium. Ne deriverebbe che la specie E. laurillardi rappresenterebbe una forma nana tra i Megateriidi, mentre la forma di mole maggiore andrebbe identificata come E. rusconii, denominazione proposta da Samuel Schaub nel 1935 (come Megatherium rusconii) sulla base di reperti venezuelani. Tuttavia, la maggior parte degli studiosi contesta questa ipotesi, sostenendo invece che nel Pleistocene superiore di Sud e Nord America esistesse un'unica grande specie, E. laurillardi, caratterizzata da un forte dimorfismo sessuale. A supporto di ciò vi sono gli studi condotti sui ricchi giacimenti di Toca das Onças in Brasile e di Daytona Beach in Florida, i cui confronti non rilevano differenze significative fra le popolazioni sudamericane e quelle nordamericane. Oltre a E. laurillardi, le altre due specie comunemente riconosciute sono E. eomigrans ed E. sefvei. La prima, attestata finora soltanto in Nord America, raggiungeva una taglia simile a quella di E. laurillardi, ma visse tra il Pliocene e il Pleistocene inferiore, presentando una mano a cinque dita anziché le tre delle forme successive. Di E. sefvei si conosce un solo femore destro, lungo circa 39 cm e morfologicamente molto peculiare, rinvenuto a Ullama in Bolivia, in contesti databili solo genericamente al Pleistocene. Si tratta del più piccolo esemplare noto tra tutti gli Eremotherium e, più in generale, tra i Megateriidi successivi al Miocene.
La descrizione scientifica originaria di Eremotherium si deve a Franz Spillmann, che nel 1948 introdusse il genere basandosi su un cranio lungo 65 cm e sulla relativa mandibola, entrambi rinvenuti nella penisola di Santa Elena in Ecuador. Il nome binomiale da lui utilizzato, E. carolinense (proposto in riferimento alla vicina località di Carolina), non è tuttavia accettato. Il termine Eremotherium deriva invece dai vocaboli greci ἔρημος (erēmos, «steppa» o «deserto») e θηρίον (thērion, «animale»), e richiama l'ambiente che Spillmann suppose caratterizzasse l'area del ritrovamento. L'anno seguente, Robert Hoffstetter propose il genere Schaubia per accogliere il Megatherium rusconii di Samuel Schaub, ritenendo che possedesse tratti morfologici diversi rispetto a Megatherium. Dato che Schaubia risultò un nome già in uso, nel giro di un anno Hoffstetter lo modificò in Schaubitherium. Fu soltanto nel 1955, infine, che egli ravvisò analogie sostanziali con Eremotherium di Spillmann, rinunciando così alla propria designazione.